# 戴爾·弗里
戴爾·弗里（Dael Jonathan Fry，1997年8月30日—）是英格蘭的一位職業足球運動員，在場上的位置是後衛。他現在效力於米德尔斯堡。他在9歲時就加盟米堡。弗里也是英格蘭青年隊的成員。

## 外部連結
- Middlesbrough F.C. academy player profiles （页面存档备份，存于）
- 足球数据库：Dael Fry的球员统计数据
- Dael Fry profile （页面存档备份，存于） at The Football Association